# Innenstadt (Innsbruck)
Die Innenstadt ist ein Stadtteil in Innsbruck, der die 1180 gegründete Altstadt und die späteren Erweiterungen Richtung Süden und Osten, die damalige Neustadt, umfasst.

## Gliederung und statistische Daten
Die Innenstadt ist einer der 20 statistischen Stadtteile der Stadt Innsbruck, er gehört zur Fraktion und Katastralgemeinde Innsbruck. Im Westen, durch den Inn getrennt, grenzt die Innenstadt an die Höttinger Au und Mariahilf-St. Nikolaus, im Norden an den Saggen, im Osten an Dreiheiligen-Schlachthof und Pradl und im Süden an Wilten.

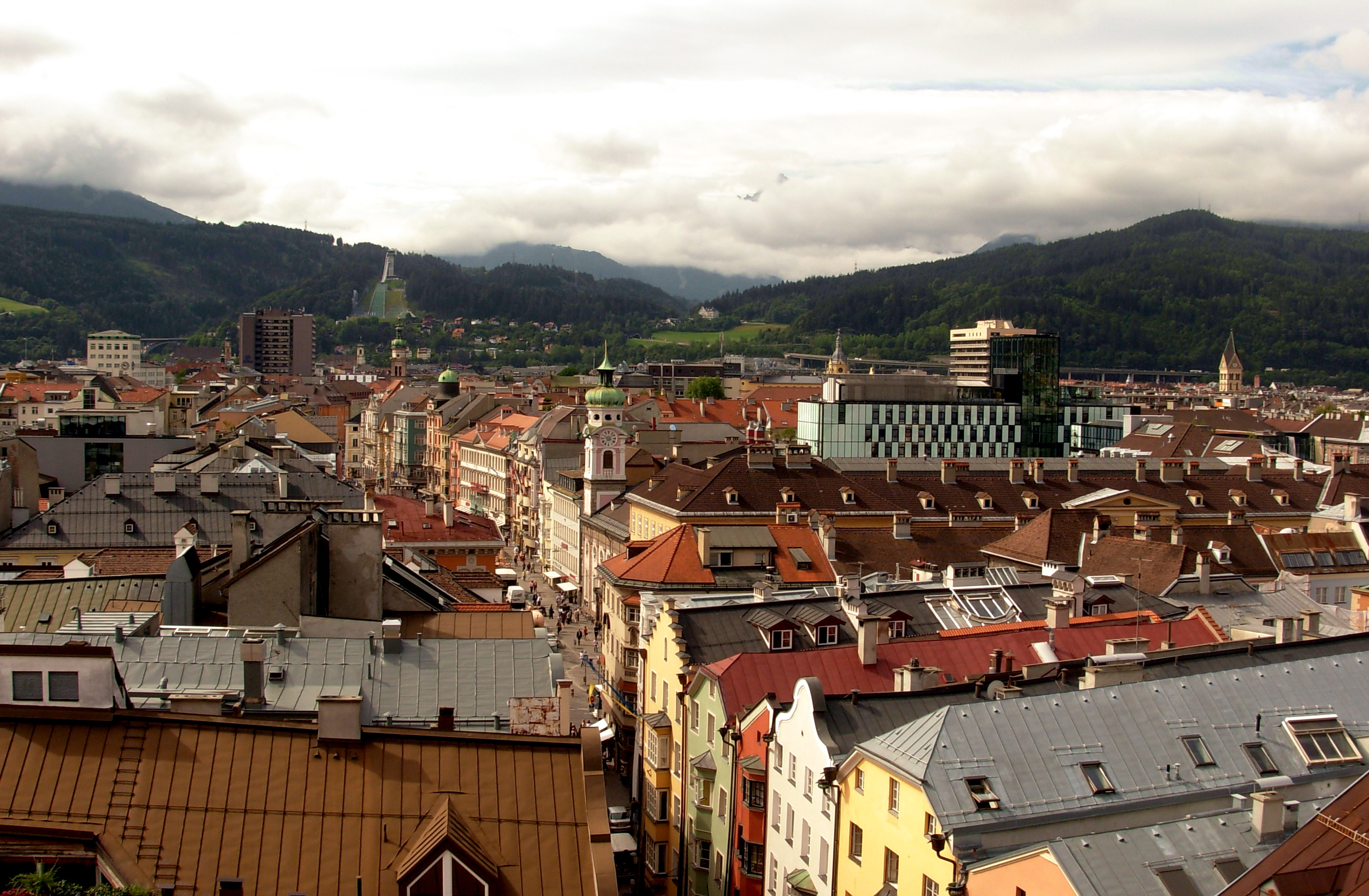
Blick vom Stadtturm über die Dächer der Altstadt nach Süden zur Maria-Theresien-Straße, im Hintergrund die Bergiselschanze

Der Stadtteil besteht aus vier statistischen Bezirken (Zählbezirken). Die Altstadt (15,0 ha, 1217 Einwohner, 152 Gebäude; Stand April 2014) entspricht der 1180 gegründeten ursprünglichen Siedlung am rechten Innufer, sie wird durch den Inn und den ehemaligen Stadtgraben (heute Marktgraben und Burggraben) und in der Fortsetzung nach Norden vom Rennweg begrenzt. Die Altstadt gilt als Keimzelle der Stadt Innsbruck, auch wenn sie jünger als viele der später eingemeindeten Dörfer (Hötting, Amras, Wilten) und auch die ursprüngliche, um 1165 gegründete Marktsiedlung am linken Innufer (Mariahilf-St. Nikolaus) ist. Der Grundriss der Altstadt mit der Herzog-Friedrich-Straße als zentraler Achse geht weitgehend auf die Gründungszeit zurück. Der gotische Charakter wurde später im Stil der Inn-Salzach-Bauweise umgestaltet.
Der statistische Bezirk Innere-Stadt-Nord (31,2 ha, 1384 Einwohner, 140 Gebäude) wird vom Rennweg, der Museumstraße, der Bahnlinie, der Kapuzinergasse, der Kaiserjägerstraße und der Karl-Kapferer-Straße umschlossen. Wichtige Einrichtungen sind die Theologische und die Sozial- und Wirtschaftswissenschaftliche Fakultät der Universität, das Landestheater und die Stadtsäle. Ein bedeutender Teil wird vom Hofgarten eingenommen.
Die Innere-Stadt-West (45,6 ha, 2246 Einwohner, 264 Gebäude) umfasst den Bereich um Innrain und Anichstraße und wird vom Inn, der Maximilianstraße und der Maria-Theresien-Straße begrenzt. Hier befinden sich unter anderem das Hauptgebäude  und zahlreiche weitere Einrichtungen der Universität sowie die Universitätsklinik.
Die Innere-Stadt-Ost (41,8 ha, 1327 Einwohner, 222 Gebäude) ist der Bereich östlich der Maria-Theresien-Straße, der im Norden von der Museumstraße und im Süden von der Salurner Straße eingeschlossen wird mit dem Bozner Platz im Zentrum. Zu diesem statistischen Bezirk gehört auch der Großteil des Bahnhofsgeländes.
Der Stadtteil hat 6174 Einwohner und eine Bevölkerungsdichte von 4621 Einwohnern/km². 6,5 % der Bevölkerung sind jünger als 15 Jahre, 13,6 % älter als 65. Der Ausländeranteil beträgt 33,5 % (Stand 2013). Die Innenstadt weist damit die niedrigste Kinderquote aller Innsbrucker Stadtteile auf. Im Jahr 2011 gab es 2705 Arbeitsstätten mit 36.241 Beschäftigten.

## Geschichte

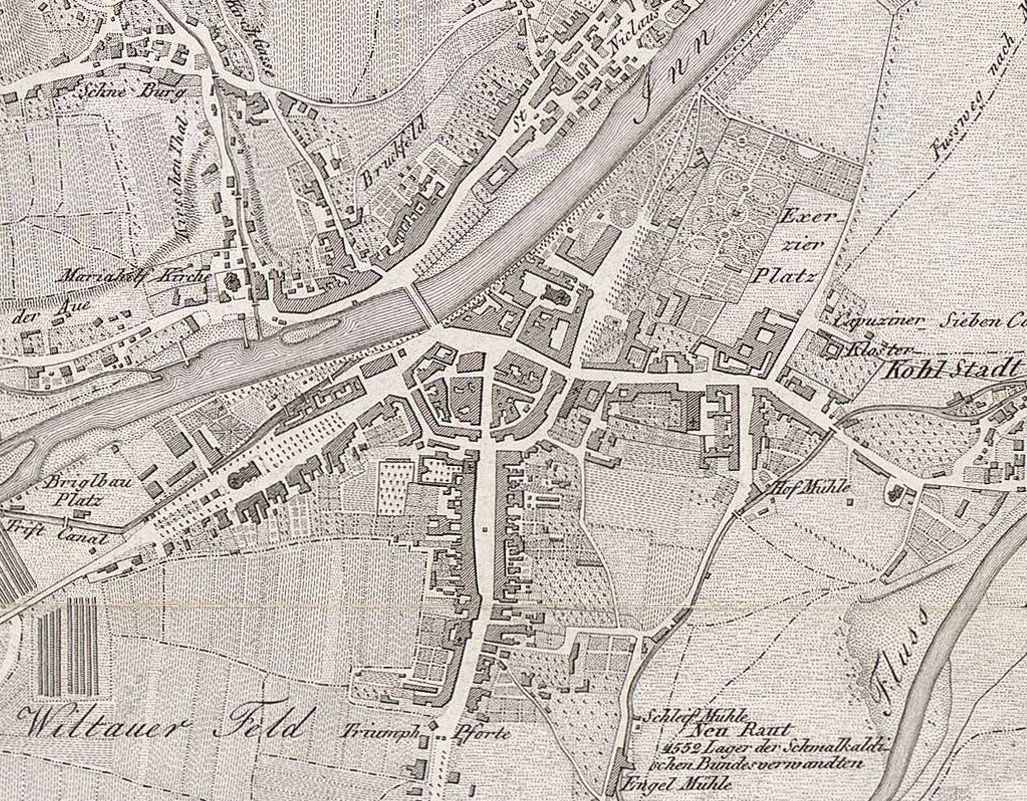
Die heutige Innenstadt im Plan der k.k. Provinzial-Hauptstadt Innsbruck, um 1840

Zugleich mit dem Bau der ersten Innbrücke um 1165/1170 gründete Markgraf Berchtold V. (III.) von Andechs eine Marktsiedlung am linken Innufer, Ynbruggen oder Anbruggen genannt (der heutige Stadtteil Mariahilf-St. Nikolaus). 1180/82 wurde durch einen Tauschvertrag von Berchtold V. mit dem Stift Wilten die heutige Altstadt am rechten Innufer als Erweiterung des ursprünglichen Marktes begründet. Zwischen 1187 und 1204 wurde der neuen Siedlung das Stadtrecht verliehen. Diese war von einer Ringmauer und einem Graben (im Verlauf des heutigen Markt- und Burggrabens) umgeben.
Schon bald wuchs die Stadt jedoch über diese Grenze hinaus und entlang der Richtung Süden nach Wilten und weiter zum Brenner führenden Straße entwickelte sich eine Vorstadt, die heutige Maria-Theresien-Straße. Diese Siedlung, als nova civitas ("Neustadt") bezeichnet, gehörte ursprünglich zum Hofmarkgericht des Stiftes Wilten. Am 5. Juni 1281 schloss Graf Meinhard II. mit dem Stift Wilten einen Vertrag, in dem gegen eine Befreiung vom Weinzoll die Gerichtsgewalt über die Neustadt vom Stift Wilten an die Stadt Innsbruck kam. Das Gebiet reichte damals aber noch nicht bis zur heutigen Triumphpforte, die später die Grenze zwischen Innsbruck und Wilten bildete, sondern etwa bis zur Höhe des heutigen Alten Landhauses. Der Teil südlich davon wird erst ab etwa 1440 der Stadt Innsbruck zugerechnet.
In den ersten Jahrhunderten befanden sich in der Neustadt hauptsächlich Handwerks- und Gewerbebetriebe. Die Häuser waren in der Regel aus Holz, erst ab dem 17. Jahrhundert wurden die heutigen Bauten im Barock- und Rokokostil errichtet.
1315 wurde mit der Unterstützung Herzog Heinrichs von Kärnten und Tirol das städtische Heilig-Geist-Spital gegründet, das, wie damals üblich, außerhalb der Stadtmauern lag und an das heute noch die Spitalskirche am Beginn der Maria-Theresien-Straße erinnert. Dahinter befand sich der zur selben Zeit angelegte Spitalsfriedhof, der seit 1510 auch als städtischer Friedhof diente und 1856 aufgelassen wurde.
Auch an den beiden anderen Ausfallstraßen, dem Innrain Richtung Westen und der Silbergasse (der heutige Universitätsstraße) Richtung Osten, entwickelten sich Vorstädte.
1679 wurde der Wochenmarkt aus der Altstadt an den Innrain verlegt. 1721 wurde eine dem heiligen Johannes Nepomuk geweihte Kapelle errichtet. Sie wurde 1729–1732 durch die barocke Johanneskirche ersetzt, die lange den westlichen Abschluss des Innrains bildete.
An der Silbergasse befand sich neben der 1553 bis 1563 errichteten Hofkirche und dem neuen Stift das kaiserliche Hofspital. Ab 1561 errichteten hier auf Wunsch Kaiser Ferdinands I. die Jesuiten ihr Kolleg. 1627 bis 1640 wurde die Jesuitenkirche errichtet. Aus der Lateinschule der Jesuiten entwickelte sich das heutige Akademische Gymnasium. Mit der Aufhebung des Ordens 1773 wurden die Gebäude des Jesuitenkollegs der neugegründeten Universität zur Verfügung gestellt.
Anlässlich der Hochzeit von Erzherzog Leopold mit der spanischen Prinzessin Maria Ludovica von Spanien in Innsbruck 1765 wurde am südlichen Ende der Neustadt die Triumphpforte errichtet und der Stadtgraben zugeschüttet.
Erst ab der Mitte des 19. Jahrhunderts wurden die freien Flächen zwischen den Vorstädten mit Gründerzeitbauten gefüllt und Straßenzüge wie die Museumstraße oder die Anichstraße angelegt. 1858 wurde der Bahnhof eröffnet und der Bereich zwischen diesem und der Maria-Theresien-Straße planmäßig bebaut. Insbesondere zwischen Bahnhof und Margarethenplatz (dem heutigen Bozner Platz) entstanden dabei zahlreiche Hotels. Von 1885 bis 1889 wurden am Westende von Anich- und Maximilianstraße die ersten Bauten des städtischen Krankenhauses (das heutige Landeskrankenhaus) errichtet.

## Wappen
Als einer der letzten Innsbrucker Stadtteile erhielt die Innenstadt ein (inoffizielles) Stadtteilwappen, das 1995 von der Vereinigung der Innenstadt-Kaufleute und der Interessengemeinschaft Altstadt angenommen wurde.
Das viergeteilte Schild mit Mittelschild zeigt im rechten oberen Feld in Blau einen goldenen Adler, das Wappen der Grafen von Andechs. Das linke obere Feld besteht aus dem Wappen des Stiftes Wilten. Im rechten unteren Feld befinden sich in Rot zwei schräg gekreuzte silberne Pilgerstäbe mit drei links, rechts und unten eingefügten Jakobsmuscheln als Attribut des hl. Jakobus des Älteren. Das linke untere Feld enthält das Landeswappen, den roten Tiroler Adler. Der Mittelschild zeigt das Innsbrucker Stadtwappen.
Das Wappen erinnert mit den Symbolen der Andechser und des Stiftes Wilten an die Gründungsgeschichte der Stadt, die durch den Erwerb des Gebiets der heutigen Altstadt durch Graf Berthold vom Stift Wilten ermöglicht wurde. Die Attribute des hl. Jakobus verweisen sowohl auf den Patron der auf die Gründungszeit zurückgehenden Pfarrkirche, den heutigen Dom, als auch auf die Lage an einem der alten Pilgerwege nach Santiago de Compostela. Der Tiroler Adler erinnert daran, dass Innsbruck seit 1263 der Grafschaft Tirol angehört und seit 1849 Landeshauptstadt und Sitz des Landtags und der Landesregierung ist.

## Sehenswürdigkeiten

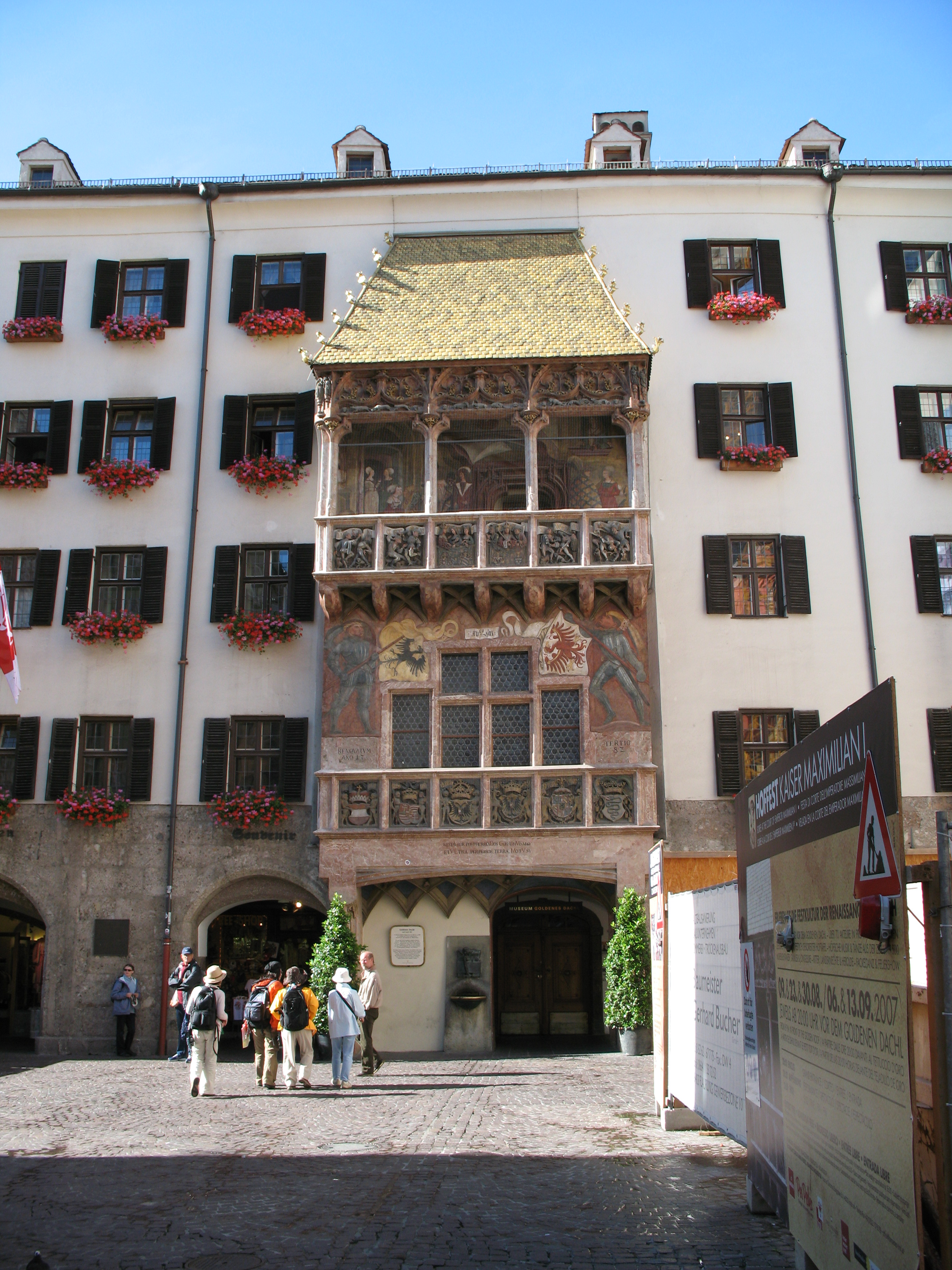
Goldenes Dachl

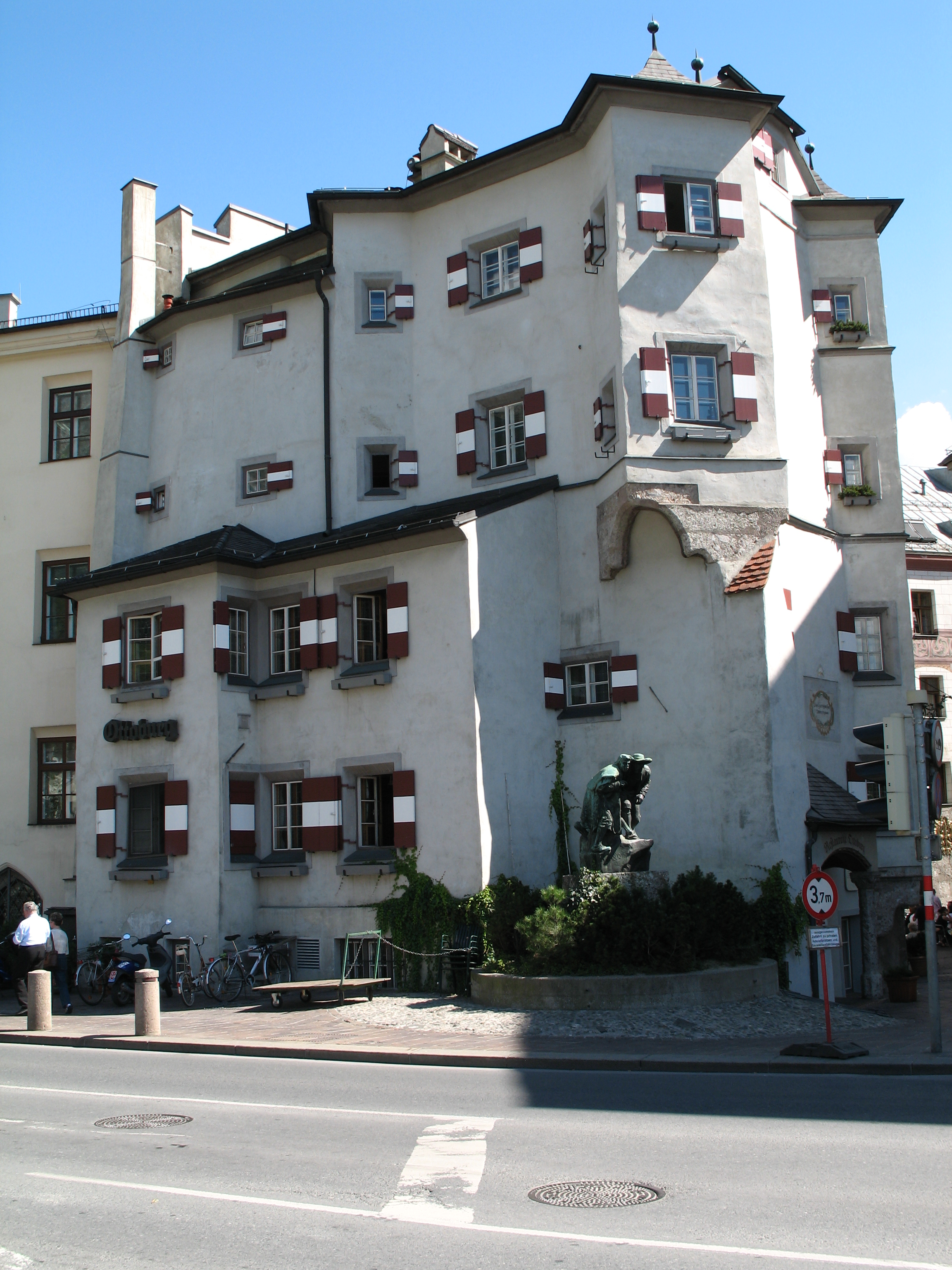
Ottoburg

In der Altstadt befinden sich das Wahrzeichen von Innsbruck, das Goldene Dachl, und weitere Sehenswürdigkeiten, wie das Helblinghaus, der Dom zu St. Jakob und die Hofburg.
Der Stadtturm, neben dem Goldenen Dachl Wahrzeichen der Stadt, wurde zwischen 1442 und 1450 erbaut und in der Folge als Wach-, Feuer und Uhrturm sowie als Stadtgefängnis genutzt. Der Stadtturm ist die höchste Aussichtsplattform in Innsbruck und bietet einen einmaligen Panoramablick auf das historische Innsbruck.
Das Katzunghaus, ein im 15. Jahrhundert erbautes spätgotisches Bürgerhaus, tritt vor allem durch seinen Eckerker hervor. Die dortigen Reliefs sind Arbeiten aus der Werkstatt Gregor Türings (geb. 1543) und zeigen einerseits Musikanten und Spielleute, andererseits verschiedene Arten von Turnieren. Die Reliefs erinnern daran, dass hier am alten Stadtplatz einst ritterliche Kampfspiele stattgefunden haben.
Das Trautsonhaus ist ein gotisches Laubenhaus des 15. Jahrhunderts mit Lichtschacht, welches im Jahr 1541 unter seinem damaligen Besitzer Hanns Trautson von Matrei, Sprechenstein und Schrofenstein, Erbland-Marschall von Tirol, seit 1541 Freiherr, durch Meister Gregor Türing seine heutige Gestalt und Höhe sowie die zwei prächtigen Erker erhielt.
Die Ottoburg ist ein spätgotischer Wohnturm am Eingang der Altstadt und seit 1476 urkundlich nachgewiesen. Der spätere Kaiser Maximilian I. verlieh den Turm 1497 an den Fürsten Rudolf von Anhalt, nach dessen Tod 1515 folgten nur noch bürgerliche Besitzer. Vermutlich deshalb wurde das Haus seit 1565/1568 „Eepurg“, „öd Burg“ (leere Burg) und 1628 „Öttburg“ genannt. Von dieser Namensform ausgehend entstand am Ende des aufgeklärten 18. Jahrhunderts die Assoziation zu Herzog Otto II. von Andechs, der früher als Stadtgründer von Innsbruck galt und hier in seiner „Ottoburg“ residiert haben soll.
Der Goldene Adler in der Herzog-Friedrich-Straße wurde nach einem Brand von 1450 wiedererrichtet und zählt zu den ältesten und durch seinen Laubenvorbau auch zu den stattlichsten Gasthöfen Innsbrucks. Die spätgotischen Fassadenfresken wurden 1957/1964 wiederentdeckt.
Entlang der Maria-Theresien-Straße finden sich weitere Sehenswürdigkeiten wie die Annasäule, das Alte Landhaus oder die Triumphpforte.

## Infrastruktur und Verkehr

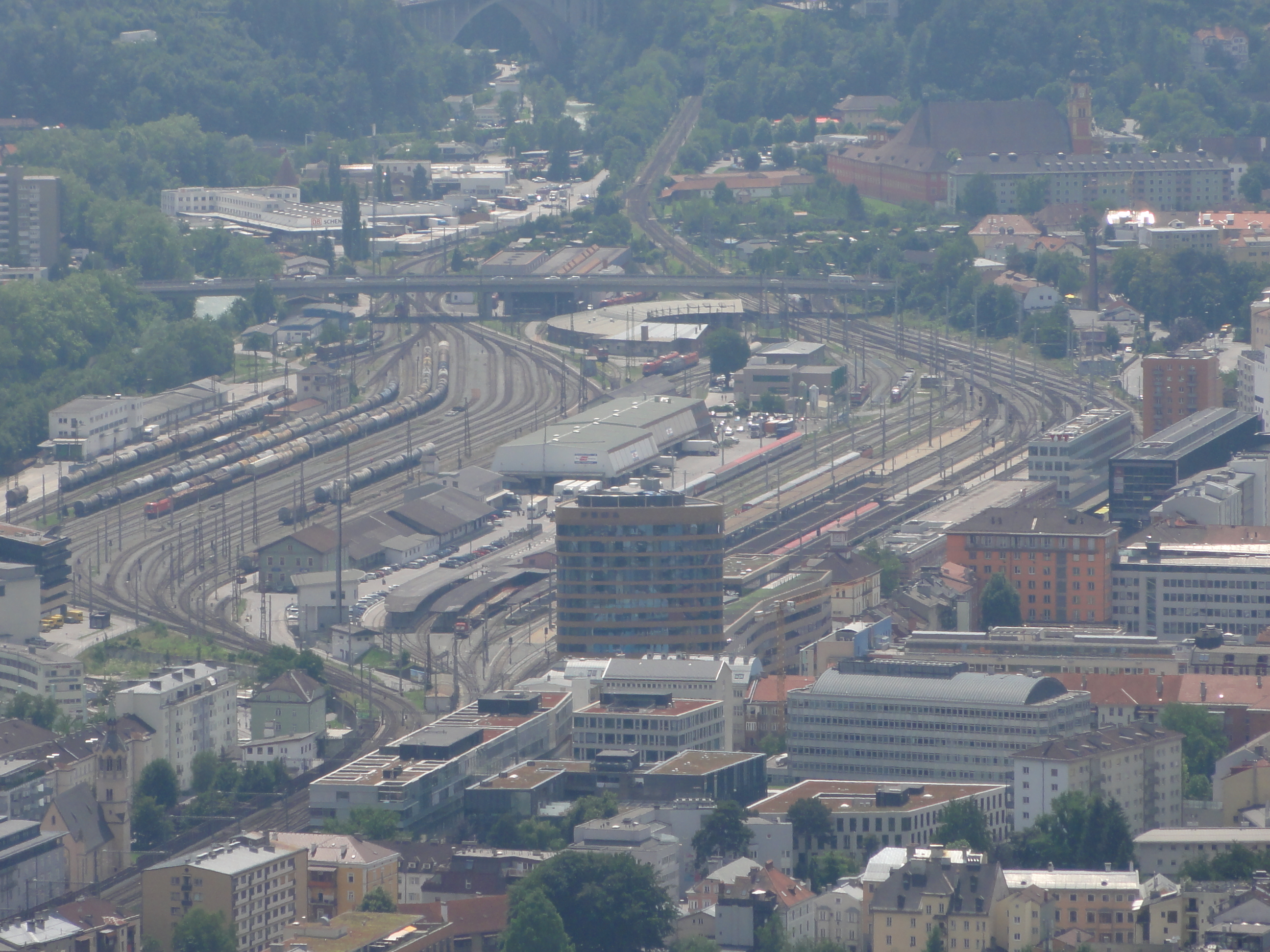
Hauptbahnhof und Frachtenbahnhof

Die Innenstadt ist Sitz der meisten städtischen und Landesbehörden (Rathaus, Landhaus), vieler höherer Schulen, des Hauptgebäudes der Universität sowie der Universitätsklinik. Es finden sich zahlreiche Kultur- und Veranstaltungseinrichtungen wie das Landestheater, das Landesmuseum oder das Kongresshaus, sowie Einzelhandels- und Gastronomiebetriebe, wobei insbesondere die Maria-Theresien-Straße eine überregional bedeutende Einkaufsstraße darstellt und zusammen mit der Altstadt auch ein Anziehungspunkt für Touristen ist.
Am Ostrand der Innenstadt liegt der 1858 eröffnete Hauptbahnhof, an dem die Unterinntalbahn, die Brennerbahn, die Arlbergbahn und die Mittenwaldbahn zusammentreffen. Zusammen mit dem Marktplatz am Innrain stellt der Hauptbahnhof auch einen wichtigen Knotenpunkt für den innerstädtischen öffentlichen Verkehr dar. Neben dem Hauptbahnhof befindet sich der Busbahnhof, von dem aus Regionalbuslinien in die umliegenden Gemeinden fahren. Fast alle Bus- und Straßenbahnlinien der Innsbrucker Verkehrsbetriebe durchqueren die Innenstadt.